# Scott Evans
Scott Andrew Evans (Sudbury, 21 de setembro de 1983) é um ator americano, mais conhecido por interpretar o personagem Adam, no filme de comédia romântica "Sell By" de 2019. Ele é o irmão mais novo do ator Chris Evans.

## Vida pessoal
Nascido em Sudbury, Massachusetts, Evans é o filho de Bob Evans, um dentista e Lisa Evans, diretora artística, atualmente os dois são separados e Bob está em um novo casamento no qual teve mais 3 filhos. Scott tem 3 irmãos, fruto do antigo casamento de sua mãe e pai, sendo eles Chris, Shanna e Carly Evans. Seu tio, é Mike Capuano, um político de Boston Massachusetts. Evans Estudou teatro na Universidade de Nova Iorque. Vive em Nova Iorque nos Estados Unidos, com seu atual namorado Zach Volin

## Carreira
Evans começou a atuar no papel recorrente do policial Fish oficial Oliver em One Life to Live (Uma Vida Para Viver em português) em 15 de janeiro de 2008.  Ele posteriormente teve um papel curto em Guiding Light como Trey em 2008, e co-estrelou como Woody Sage em 22 de junho de 2008 em Law and Order: Criminal Intent, episódio Betrayed, bem como o papel de Ben a 21 de outubro de 2008 no episódio de Fringe. Atualmente ficou em bastante evidência após estrelar a comédia romantica "Sell By" de 2019, no qual interpreta o personagem Adam.

## Filmografia
| Titulo                                            | Papel                      | Ano        |
| ------------------------------------------------- | -------------------------- | ---------- |
| One Life to Live (série de televisão)             | Oliver Fisher              | 2008-2010  |
| Fringe (série de televisão)                       | Ben                        | 2008       |
| The Guiding Light (série de televisão)            | Trey                       | 2008       |
| Law & Order: Criminal Intent (série de televisão) | Woody Sage (Scott Woodley) | 2008       |
| Os Delírios de Consumo de Becky Bloom (filme)     | Chad, the Mail Clerk       | 2009       |
| Um Olhar do Paraíso (filme)                       | Townsperson                | 2009       |
| Lei & Ordem (série de televisão)                  | Thomas Moran               | 2010       |
| In The Dark (filme)                               | EMT Reid                   | 2013       |
| Before We Go (filme)                              | Recepcionista do hotel     | 2014       |
| Deixa Rolar (filme)                               | Blissful boy               | 2014       |
| Tudo para Ficar com Ela (filme)                   | Ronnie Watt                | 2014       |
| Go-Go Boy Interrupted (série de televisão)        | Scott Evans (ele mesmo)    | 2014-2016  |
| Lily & Kat (filme)                                | Nick                       | 2015       |
| Perigo Extremo (filme)                            | Deputy Logan               | 2015       |
| Grace and Frankie (série de televisão)            | Oliver                     | Desde 2015 |
| Badlands of Kain (filme)                          | Sem nome                   | 2016       |
| Madhouse Mecca (filme)                            | Greg                       | 2018       |
| Into the Dark (série de Televisão)                | Joel                       | 2019       |
| Sell By (filme)                                   | Adam                       | 2019       |
| Let's Try Being In Love (videoclipe)              | O amante                   | 2022       |
| Barbie (filme)                                    | Ken                        | 2023       |